# Хушаат
Хушаат (монг.: Хушаат) — сомон Селенгійського аймаку, Монголія. Територія 2,3 тис. км кв., населення 1,7 тис. чол.. Центр — селище Енхтал розташований на відстані 105 км від Сухе-Батора та 289 км від Улан-Батора.

## Рельєф
Хребти Бурен (1566 м), Тойлбо, Баянзурх (1534 м), Тенгерхаан (1420 м), Шархад (1324 м), Сууж. Більшу частину території займають долини річок Селенга, Орхон.

## Корисні копалини
Будівельна сировина.

## Клімат
Різкоконтинентальний клімат, середня температура січня −22 градуси, липня +18 градусів, протягом року в середньому випадає 300–400 мм опадів.

## Тваринний світ та природа
Є багато лікувальних трав та ягід. Водяться лисиці, вовки, манули, козулі, зайці, тарбагани.

## Соціальна сфера
Сфера обслуговування, школа, лікарня, заводи, майстерні.